# Rambold XIII. von Collalto

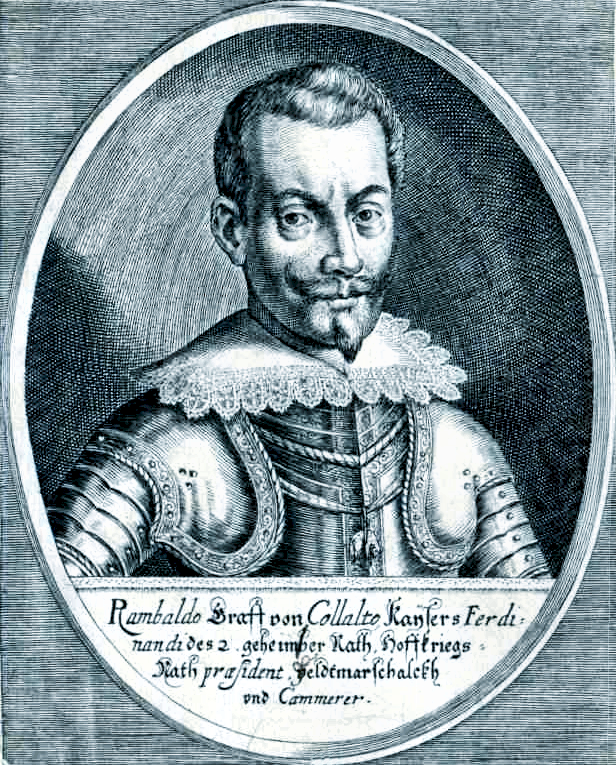
Reichsgraf Rambold XIII. von Collalto 1625

Rambold XIII. Graf von Collalto (* 21. September (?) 1579 (evtl. auch 1575) in Mantua; † 18. November 1630 in Chur) war kaiserlicher Präsident des Hofkriegsrats und Feldmarschall. Er stammte aus dem Hause Collalto.

## Biografie
Aus einem alten, in Friaul heimischen Geschlecht der Collalto San Salvatore stammend, das urkundlich schon im 10. Jahrhundert in der trevisanischen Mark auftauchte, war er der Sohn des venezianischen Generalissimus Antonio IV. Conte di Collalto (* 19. August 1548; † 9. November 1620) und der Giulia verw. (Collaltino) Contessa Collalto geb. Contessa Torelli di Casei e Monchirugolo († um 1600), aus dem alten Hause der Herzöge von Ferrara.
Er trat, aus Venedig verbannt, 1599 als einfacher Soldat in kaiserliche Dienste (welches Vergehen ihm zur Last gelegt wurde, ist unklar, der Bann wurde nicht publiziert) und nahm an Feldzügen unter Adolf von Schwarzenberg in Mercoeur und Rußworm teil. Nach einem kurzen Aufenthalt in der Heimat (in San Salvatore) Anfang 1604, wo er im Karneval in der Accademia degli Aspiranti di Conegliano auftrat, bewährte er sich in Feldzügen unter Generalfeldmarschall Giorgio Basta. Bei der Einnahme von Gran (3. Oktober 1604) von Basta belobigt, wurde ihm wegen seiner besonderen Verdienste mit 13. Juli 1605 ein Monatssold von 500 fl. zugestanden. Am 15. Jänner 1607 folgte ein Tapferkeitszeugnis Bastas. So verwundert es nicht, dass er am 23. Mai 1618 zum Obrist über ein Regiment von 3000 italienischen Soldaten zu Fuß befördert wurde. Im September 1612 (?) stieg er zum Feldkriegsrat Kaiser Matthias auf und im Juli/August 1616 zum kaiserlichen Kommissar zur Musterung des ungarischen Kriegsvolks. Da er sich im Hofkriegsrat zurückgesetzt fühlte, suchte er 1617 (?) um Abschied aus dieser Position an und lebte ein Jahr lang in seiner Heimat San Salvatore bevor er weiter nach Graz ging, wo Erzherzog Ferdinand und Hans Ulrich von Eggenberg ihn förderten. 
Die nächsten Stationen seiner militärischen Laufbahn waren 1619 der Feldzug unter Charles Bonaventure de Longueval mit dem Gefecht von Gomnitz bei Budweis (9. November), für das er eine Belobigung erhielt. 1620 von Ferdinand II. an den ungarischen Reichstag in Neusohl gesandt, wo er Gábor Bethlen energisch entgegentrat, dessen Wahl jedoch nicht verhindern konnte.
1621 wurde er zum Kommandanten der Truppen in Ungarn jenseits der Donau gegen Franz Batthyány (09. Mai) und zum Oberbefehlshaber gegen die ungarischen Rebellen diesseits der Donau (02. Juli) bestellt.
1623 kaufte Collalto mehrere konfiszierte Herrschaften in Mähren auf. Für 110.000 Taler erwarb er Pirnitz und für 68.000 mährische Gulden Deutsch Rudoletz. Nachdem er darauf als Gesandter in Rom und Madrid fungiert hatte (wegen der Heirat des Kaisers), kämpfte er 1623 unter Tilly am Rhein und Main und wurde 1624 Präsident des Hofkriegsrats in Wien. Am 20. September 1625 zum Feldmarschall und kaiserlichen Prinzipalkommissar ernannt, wurde er Wallenstein für den Krieg gegen den Dänenkönig und die Armee Mansfelds unterstellt, überwarf sich allerdings bald mit jenem und kehrte nach Wien zurück. Anlass war eine Disziplinlosigkeit von Collaltos Obristleutnant Courrières, die Wallenstein ahndete und sich damit über seine Autorität als Regiments-Inhaber hinwegsetzte. Collato suchte daher am 31. Jänner 1626 um Entlassung an und verließ die Truppe – noch ohne Erlaubnis – am 8. Februar. Als Folge wurde er aller seiner Ämter enthoben und in Prag kurzzeitig in Arrest gesetzt. Die Aussöhnung dauerte nicht lange, da Wallenstein ihn brauchte, und im Mai 1626 wurde er in sein Amt Hofkriegsrats-Präsident wiedereingesetzt. Eine kaiserliche Instruktion vom 13. Juni für den Salzburger Konvent und als Kommandant der Truppen in Oberösterreich gegen die aufständischen Bauern wurde auf Drängen Wallensteins widerrufen. Die Ernennung zum Generalleutnant und Feldmarschall folgte am 31. Mai 1628.
Ab April 1629 befehligte er als Prinzipalkommissarius und Oberbefehlshaber die Truppen in Italien im mantuanischen Erbfolgekrieg gegen Karl von Nevers. Bereits im Oktober 1629 erkrankte er erstmals in Lodi bei Mailand. Am 21. Februar 1630 krankheitsbedingt beurlaubt, nahm er am Sturm auf Mantua am 18. Juli 1630 persönlich nicht teil, meldete aber am 4. Juni 1630 einen Sieg seiner Truppen über die Venezianer. Aus Gesundheitsgründen gab er daraufhin das Kommando an Aldringen und Gallas ab, kehrte jedoch im Herbst wieder zurück, setzte den Fürsten Carlo Gonzaga zum Gouverneur Mantuas ein und ließ am 16. Oktober die eingesperrten Juden frei. Mit dem Waffenstillstand wegen Mantua war man am Hof in Wien unzufrieden – man erwog, ihn zur Rechenschaft zu ziehen. Den Krieg führte Collalto rücksichtslos, hielt schlechte Disziplin und erpresste hohe Kontributionsleistungen. Im eroberten Mantua soll er sich (wie alle kaiserlichen Befehlshaber) maßlos bereichert haben. Schließlich ließ er Casale besetzen.
Der Begünstigung der Venezianer angeklagt, starb er Mitte November 1630 in Chur an der „Dörrsucht“ bzw. „infiammazione polmonare“, als er zu seiner Verteidigung nach Wien zurück reisen wollte. Trotz der Vorwürfe schrieb Questenberg bei Collaltos Tod: „Groser verlust für den Khayser undt dz gemaine wesen und gröser, dan man vermaint“.
Die zu einem Fideikommiss vereinigten ausgedehnten Güter des Hauses in Mähren (wie Pirnitz, Deutsch Rudoletz, Czerna u. a.) fielen Ende des 18. Jahrhunderts an eine jüngere Linie.

## Familie
Aus der Ehe (Vertrag vom 16. August 1617) mit Blanka Polyxena Gräfin von Thurn und Valsassina Freiin zum Kreuz († 17. Juni 1649) gingen folgende Kinder hervor:
- Julia (* 1623 oder 1625; † 1647), heiratete Julius Graf zu Salm und Neuburg am Inn, Landeshauptmann von Mähren
- Claudius III. Rambaldus (* 17. (?) Februar 1627 in Mantua; † 7. (?) März  1661 in Brüssel), ab 1651 Reichshofrat, kaiserlicher Hofkriegsrat und Obrist, angehender Gesandter in England (verheiratet mit Maria Elisabeth, Tochter des Feldmarschall Annibale Gonzaga). (Anmerkung: Die Lebensdaten sind nicht völlig sicher: Wallenstein hat angeblich schon am 11. Februar 1627 zur Geburt des Sohnes gratuliert, an anderer Stelle werden der 20. Februar als Geburtstag und der 17. März als Todestag genannt.)
- N.N. Sohn (* (?) 26. November 1628)
- Anton Franz (* 7. März 1630 in Wien; † 7. oder 15. Juli 1696 in Wien), kaiserlicher Kämmerer und Geheimer Rat, Oberstlandrichter und Oberstkämmerer in Mähren, Ritter des Ordens vom Goldenen Vlies